# Marcel Hamon (médecin)
Pour les articles homonymes, voir Marcel Hamon et Hamon.
Pour l’article ayant un titre homophone, voir Marcel Amont.
Marcel Hamon, né le 11 avril 1884 dans le 2e arrondissement de Paris et mort le 23 octobre 1979 à La Garenne-Colombes,, est un médecin et romancier français.
Il fut le médecin personnel et le confident de l'écrivain Gustave Le Rouge.

## Œuvres
- Iritis blennorrhagique (1910) : essai
- Chroniques du temps présent (1925) : roman, 3 vol. (I. Les Désaxés ; II. La Rose noire ; III. Le Signe de Saturne)
- Les Fantômes (1931) : roman
- Un brelan de Hantés. I. Le Pérot (1932) : roman
- Contribution à l'étude des lésions buccales au cours de la leucémie aiguë (1932)
- La Nuit de midi (1934) : roman
- Un brelan de hantés. III. Le 491e péché (1937) : roman
- Christine, la sainte volante (1941) : essai
- Les Prophéties de la Fin des Temps (1945)
- Sur Vincent Muselli, témoignage. Précédé d'un entretien avec le Dr Marcel Hamon, par Charles Moulin (1958)